# Orrin Hatch
Orrin Grant Hatch (Homestead, Pennsylvania, 22 maart 1934 – Salt Lake City, Utah, 23 april 2022) was een Amerikaanse politicus van de Republikeinse Partij. Hij was senator voor Utah van 1977 tot 2019 en de President pro tempore van de Senaat van 2015 tot 2019.

## Levensloop
Hatch behaalde in 1959 een graad in de geschiedenis aan de Brigham Young University. In 1962 behaalde hij een graad in de rechten aan de University of Pittsburgh. Na zijn afstuderen werkte Hatch veertien jaar voor een advocatenkantoor. Hij was getrouwd met Elaine Hansen. Samen kregen zij zes kinderen. Hatch was lid van de Kerk van Jezus Christus van de Heiligen der Laatste Dagen.

### Politieke carrière
In 1976 stelde hij zich kandidaat voor de Senaat en versloeg zittend senator Frank Moss. In 2000 stelde hij zich kandidaat voor het presidentschap van de Verenigde Staten, maar verloor hij in de Republikeinse voorverkiezingen van de latere president George W. Bush. Ook gaf Hatch onder het presidentschap van Bush aan er belangstelling voor te hebben om zitting nemen in het Hooggerechtshof, maar na de moeizame benoemingen van John Roberts en Samuel Alito waren de kansen daarop verkeken.
Binnen de Senaat staat Hatch bekend als iemand met een conservatieve agenda. Meteen in het jaar van zijn aantreden vestigde hij een record met de langste filibuster in de geschiedenis van de Senaat, waarmee hij de werkgelegenheidshervormingen van president Jimmy Carter dwarsboomde. Hatch vond de mogelijkheid van een filibuster door middel van amendementen uit door meer dan tweeduizend amendementen in te dienen op het wetsvoorstel.
In 2002 verscheen een biografie van de hand van Hatch met als titel Confessions of a Citizen Senator. In 2003 kreeg Hatch de aandacht met een voorstel dat de eigenaren van beschermd auteursmateriaal de computeruitrusting mochten vernietigen van mensen die zich schuldig maakten aan schending van copyrights.
Hatch was een voorstander van een minder streng immigratiebeleid. Ook was hij een voorstander van stamcelonderzoek. In 2006 hield hij een controversiële toespraak waarin hij stelde dat "terroristen wereldwijd wachten op het moment dat de Democraten aan de macht komen". Ook heeft hij de theorie van de opwarming van de aarde afgedaan als "sciencefiction". Hij was een van de senatoren die president Donald Trump opriep om het Klimaatakkoord van Parijs op te zeggen.
Als senator was Hatch er al lange tijd voorstander van dat er een amendement aan de grondwet wordt toegevoegd waarin wordt uitgesproken dat er in een fiscaal jaar niet meer mag worden uitgegeven dan dat er binnenkomt. In 1997 werd een wetsvoorstel van Hatch daarover goedgekeurd in het Huis van Afgevaardigden, maar kwam één stem tekort in de Senaat, om doorgezonden te worden naar de Staten om geratificeerd te worden.
Op initiatief van Hatch werd er in 2016 een wet aangenomen waarmee de bevoegdheden van de DEA ingeperkt werden. In de wet is opgenomen dat patiënten niet verstoken mogen blijven van hun reguliere medicijnen door ingrijpen van de DEA in de productielijn, ook al kunnen reguliere medicijnen gebruikt worden als (of voor de productie van) drugs.
Hatch was in 2017 de designated survivor bij de inaugaratie van Donald Trump als president van de Verenigde Staten. Als er tijdens de beëdiging een grote ramp had plaatsgevonden, was Hatch president geworden. Op 10 november 2018 besloot Trump de Medal of Freedom toe te kennen aan Hatch vanwege zijn 40-jarige termijn als senator.

### Muzikant
Naast zijn politieke activiteiten heeft Hatch ook een reputatie als musicus. Hij heeft een groot aantal christelijke liederen geschreven. Zo is hij medeauteur van het lied Everything And More. In totaal heeft hij meer dan 65.000 dollar verdiend in de christelijke muziekindustrie.

### Overlijden
Hatch overleed op 88-jarige leeftijd in Salt Lake City en werd begraven in Newton Cemetery in Newton.
- Bibliothèque nationale de France: cb12065636j (data)
- Gemeinsame Normdatei: 119197448
- International Standard Name Identifier: 0000 0000 3310 2303
- Library of Congress Control Number: n82146872
- MusicBrainz: 1316a433-2aad-411f-92a8-8ed9492d8baa
- National Archives and Records Administration: 10570355
- Nationale Bibliotheek van Israël: 987007411266505171
- SNAC: w6dk66f0
- Système universitaire de documentation: 261965093
- Biographical Directory of the United States Congress: H000338
- Virtual International Authority File: 30341460
- WorldCat: E39PBJcgycBGwqFfhHvkqcJYyd